# Municipio de Folden
El municipio de Folden (en inglés: Folden Township) es un municipio ubicado en el condado de Otter Tail en el estado estadounidense de Minnesota. En el año 2010 tenía una población de 299 habitantes y una densidad poblacional de 3,24 personas por km².

## Geografía
El municipio de Folden se encuentra ubicado en las coordenadas 46°14′4″N 95°27′10″O / 46.23444, -95.45278. Según la Oficina del Censo de los Estados Unidos, el municipio tiene una superficie total de 92.22 km², de la cual 88,64 km² corresponden a tierra firme y (3,88 %) 3,58 km² es agua.

## Demografía
Según el censo de 2010, había 299 personas residiendo en el municipio de Folden. La densidad de población era de 3,24 hab./km². De los 299 habitantes, el municipio de Folden estaba compuesto por el 97,66 % blancos, el 1,67 % eran isleños del Pacífico, el 0,33 % eran de otras razas y el 0,33 % eran de una mezcla de razas. Del total de la población el 0,67 % eran hispanos o latinos de cualquier raza.